# Aldo van Eyck
Aldo van Eyck (16 de marzo de 1918, Driebergen-14 de enero de 1999, Loenen aan de Vecht) fue un arquitecto neerlandés. Fue hijo del poeta Pieter Nicolaas van Eyck. Aldo van Eyck vivió en Londres desde 1919 hasta 1935, época en que su padre fue enviado allí como corresponsal periodístico. Inició su formación en la Real Academia de Artes Visuales de La Haya, y más tarde en la Escuela Politécnica Federal de Zúrich. Se graduó en 1942, pero permaneció en Suiza hasta el final de la Segunda Guerra Mundial, aproximándose a círculos artísticos de vanguardia en el entorno de Carola Giedion-Welcker, historiadora de arte y literatura. En estos años se casó con su compañera de estudios Hannie van Rooijen, arquitecta con la que fundó estudio en 1983, fecha a partir de la cual trabajaron conjuntamente. Tuvieron dos hijos.
En 1946, se trasladó a Ámsterdam, donde trabajó en el Departamento Municipal de Obras Públicas hasta 1951, año en que se independizó. Fue profesor en la Academia de Arquitectura de Ámsterdam de 1954 a 1958, y más tarde, profesor en la Universidad Técnica de Delft desde 1966 hasta 1984. También fue editor de la revista de arquitectura Forum, en los años 1959-1963 y 1967.
Fue miembro de los CIAM, y cofundador del Team 10. Aldo van Eyck defendió la necesidad de enriquecer el funcionalismo más ortodoxo del Movimiento Moderno, representado en la Carta de Atenas, incorporando nuevas variables que considerasen el contexto en todas sus dimensiones geográficas, climáticas, sociales, económicas y políticas, apostando por las ideas de identidad y pertenencia o considerando el cambio y crecimiento de las ciudades, entre otras. Su posición como coeditor de la revista Forum le ayudó a divulgar las opiniones del «Team 10» en favor de un retorno al humanismo en el diseño arquitectónico.
Aldo van Eyck recibió la Medalla de Oro del RIBA en 1990.

## Familia
Hijo del intelectual, poeta y filósofo Pieter Nicolaas van Eyck y de Nelly Estelle Benjamins, una mujer de origen judío y latino que se había criado en Surinam, país a cuyo carácter vivaz y exótico quedó anclada emocionalmente para toda la vida.
Pieter Nicolaas van Eyck provenía de una familia puritana calvinista que combinaba unas circunstancias de vida próspera y unas prácticas religiosas frías y tristes. Pero él dio la espalda a la fe de sus padres desde niño y buscó sustituto en la cultura literaria. Nelly Estelle Benjamins había crecido sin que la religión tuviera demasiado peso en su vida y, aunque terminó su educación en Europa, su temperamento apenas había sido afectado por las convenciones burguesas del Viejo Mundo. Pieter Nicolaas van Eyck encontró en ella la base para el entendimiento entre vida y arte, ideas en las que trabajaba.
Tras haber terminado sus estudios en derecho, Pieter Nicolaas no deseaba acomodarse en la sociedad burguesa de su país. Juntos iniciaron un viaje por Italia, combinando peregrinaje cultural y luna de miel, lo que dio inicio a su carrera como corresponsal.
Desde 1919 hasta 1935, la familia van Eyck vivió en Golders Green, un suburbio de Londres, época en que el padre fue enviado allí como corresponsal periodístico. Aun así, Aldo Van Eyck visitaba periódicamente en La Haya a sus abuelos maternos, que serían como sus segundos padres. En esas visitas adquirió una  temprana idea del mundo de donde su madre era originaria, pues la casa estaba repleta de fotos sepia, libros, objetos exóticos…
Su abuelo, Hendrik Daniel Benjamins, nacido en Surinam, se doctoró en física en Leiden y dedicó su vida activa al servicio de su país natal. Estrenó el puesto de inspector de escuelas en el que ejerció durante treinta años, al tiempo que, durante algunos, enseñó física y botánica. En 1907, se instalaron en La Haya, donde comenzó su carrera como escritor científico.

## Educación
Su madre tenía una mano especial para las plantas, sabía aportarles las condiciones naturales para su mejor desarrollo. En cuanto a la educación de sus hijos, Nelly también creyó en el instinto innato de los niños para aprender de un modo natural. Por eso Aldo van Eyck fue a un colegio diferente que estaba cerca del domicilio.
Primeramente se formó en una escuela sociedad coeducacional antiautoritaria donde la enseñanza no perseguía que todos los niños se ajustaran a un modelo colectivo sino que se guiaran por sus propios impulsos para su desarrollo personal y la cooperación mutua. La escuela estaba en gran parte al aire libre en un entorno natural. Aquí Van Eyck descubrió su talento creativo y exploró sus diferentes formas de expresión, King Alfred School.
Posteriormente continuó su educación más temprana en Sidcot School Reino Unido, que tampoco era nada convencional, a pesar de que se reforzaba el estudio de aquellas materias que gustaban menos al joven pero se consideraban importantes en su educación básica como el latín, las matemáticas y la física. Allí empezó a interesarse por la poesía, la filosofía y además de la arquitectura.
En 1935, a los 17, iniciaría su formación en la Real Academia de Artes Visuales de La Haya, una escuela secundaria técnica, ya que, por alguna razón administrativa, su colegio público inglés no le dio acceso a la Universidad Técnica de Delft y se vio obligado a hacer el camino largo estudiando primero tres años de delineante de arquitectura para poder acceder después a estudios técnicos superiores. Aldo se sintió decepcionado por el nivel mediocre de la escuela. Sus compañeros, mucho más jóvenes que él, carecían de interés en asuntos culturales. Los profesores eran autoritarios y su modo de llevar la clase era opuesto al que estaba acostumbrado. Esta experiencia fue humillante para él pero en poco tiempo encontró el modo de sobrellevarlo al más puro estilo formal inglés.
En 1938, ingresó en la ETHZ donde se le abrieron nuevos horizontes en la arquitectura. La escuela lejos de ser autoritaria proponía desde el primer año un curriculum más orientado hacia las prácticas de diseño que al puro estudio académico. Van Eyck encontró en Zúrich una ciudad acogedora, inclinada a la democracia, de carácter tolerante y abierto. Se graduó en 1942, pero permaneció en Suiza hasta el final de la Segunda Guerra Mundial.

## Tomando conciencia de su condición humanista
Tras licenciarse, Aldo van Eyck se casó en 1943 con su compañera de estudios Hannie van Rooijen, con quien posteriormente, en el año 1983, fundó el estudio A+H van Eyck Architekten BV. Durante un tiempo en el que aún no tenía encargos como arquitecto, hacía trabajos puntuales para otros arquitectos en concursos públicos. En ocasiones él y su mujer trabajaron como extras para el teatro.
En Zúrich se interesó por el arte de vanguardia y la pareja Van Eyck conoció a Carola Giedion-Welcker, ilustre historiadora del arte perteneciente a la clase alta de Colonia menos convencional, esposa del historiador Sigfried Giedion. Ella les aproximó a círculos artísticos de vanguardia ya que conocía personalmente a muchos artistas y literatos, con algunos de los que Aldo llegó a intercambiar inquietudes y pensamientos. Ciertamente Van Eyck encontró más complicidad en los pensamientos de Carola sobre el arte que en los de su marido, cuya obra Espacio, tiempo y arquitectura consideró decepcionante, ya que a pesar de tratar cuestiones interesantes de modo prometedor no llegaba a conclusiones excepcionales. Lo que interesó a Van Eyck del arte de vanguardia fue la nueva visión del mundo que ofrecía en la que se rompían los clichés, se traspasaba el velo de las apariencias externas abstrayéndolas. En el arte de vanguardia ya no se buscaba reproducir lo visible sino de hacer visible lo latente, original y elemental presente en objetos y sujetos para revelarlos en su totalidad paradójica, con su gracia y vigor más absoluto.
A través del matrimonio Giedion llegaron los primeros pequeños encargos, como el acondicionamiento del despacho de Dr. Loeffler. Tras licenciarse en 1944 su amigo y compañero de estudios Felix Schwarz, con el que compartía gran admiración por el estilo arquitectónico neerlandés Nieuwe Bouwen, unieron fuerzas para participar conjuntamente en un concurso internacional por primera vez, realizando un proyecto para un colegio. Pero el proyecto fue descartado enseguida.
En 1947 consiguió, bajo recomendación del matrimonio Giedion, un puesto de empleado en la Oficina de obras públicas de Ámsterdam a las órdenes de Cornelius Van Eesteren, uno de los más prominentes defensores del modernismo en los CIAM Congreso Internacional de Arquitectura Moderna de la preguerra.
Van Eyck aprovechó la oportunidad en este puesto para experimentar. En lugar de buscar un encargo en el que trabajar sobre los estándares de la postguerra en proyectos a gran escala, escogió un problema no común en aquel tiempo, un humilde parque en Bertelmanplein. La idea inicial había sido propuesta por Jakoba Mulder, una miembro del equipo de Van Eesteren y una de las primeras mujeres urbanistas en Holanda. Esta propuso escapar de los tradicionales jardines y proveer a los parques con mobiliario lúdico y cajas de arena. Tras el éxito del primer trabajo de Van Eyck en el desarrollo de la idea inicial de Mulder, este experimento se convirtió para él en norma y llegó a hacer no menos de 734 parques en los siguientes 30 años.

## Los parques

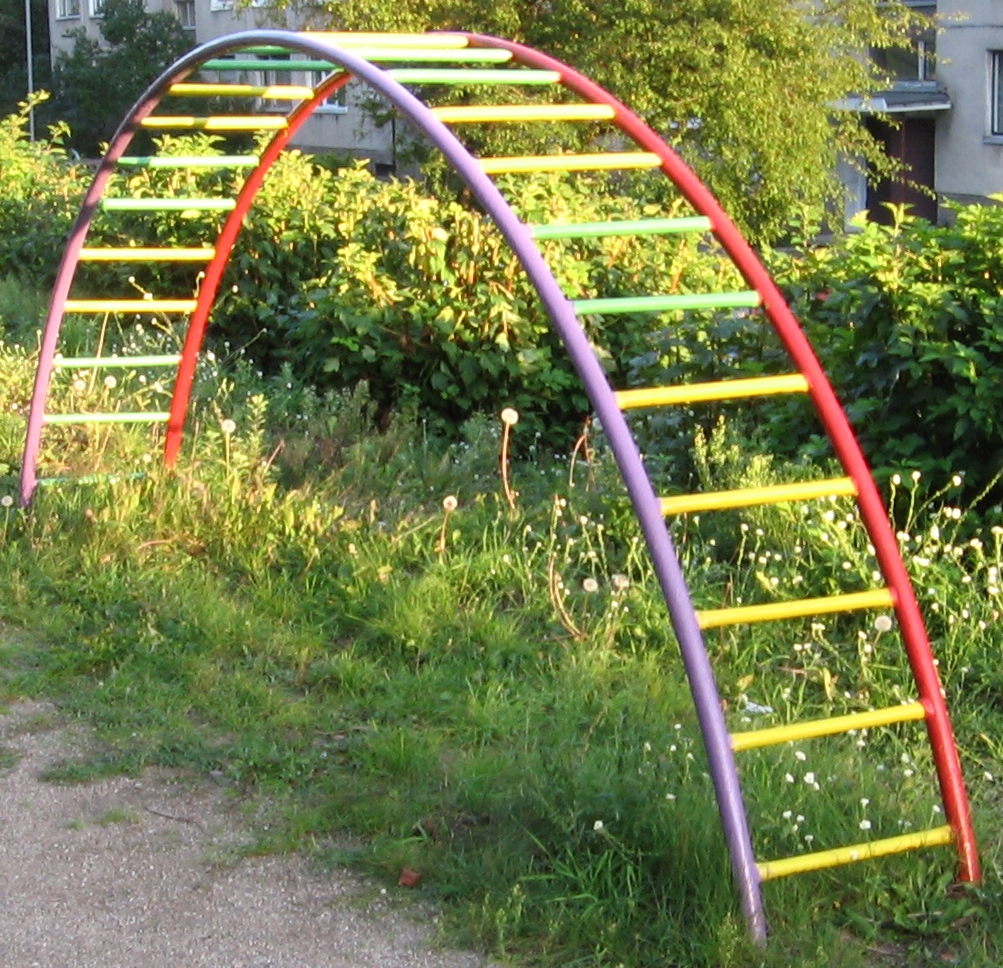
Los parques de Aldo Van Eyck representan su pequeña gran aportación al urbanismo de posguerra.

A pesar de la modestia de su escala, los parques han sido su aportación más significativa como arquitecto. Es a través de estos que Van Eyck buscó una alternativa humanista al modernismo funcional de la CIAM- Congreso Internacional de Arquitectura Moderna. Se piensa que, de este modo, fue el primero que conscientemente concibió y puso en marcha un nuevo modelo de desarrollo en el urbanismo de posguerra, que en los años 60 se llamaría estrategia incremental, el cual buscaba acomodar las necesidades inmediatas del usuario, explotando las oportunidades ofrecidas por los emplazamientos inmediatamente disponibles. Su logro fue el de transformar emplazamientos del tejido urbano abandonados tras la guerra y darles un uso cotidiano para los niños.
De este modo Van Eyck puso patas arriba el modo de abordar la reconstrucción de la ciudad de la CIAM, que en su planificación desde una perspectiva masiva y a gran escala, había ignorado multitud de espacios menores abandonados entre los edificios existentes. Estos emplazamientos hasta ese momento simplemente habían pasado desapercibidos para la profesión y solían permanecer a la espera de un futuro plan de urbanización a gran escala.
En estos proyectos también está la idea de evolución en el tiempo. El emplazamiento de los nuevos parques no respondería a un plan a priori, sino que fueron respuesta directa a la demanda popular. Estos parques de Van Eyck serían los precursores de lo que en los años se 60 se denominaban ‘parques populares’ los cuales invitaban a la participación ciudadana.

## Los niños

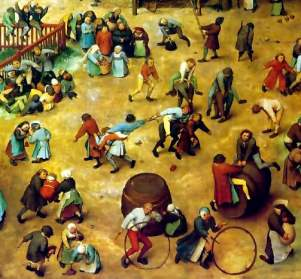
Detalle de la pintura de Pieter Bruegel the Elder, Kinderspelen o 'juego de niños' 1560.

Van Eyck también fue el primero en introducir en sus trabajos el punto de vista de un usuario que normalmente se había obviado: los niños. Lo hizo consciente de evitar que cayeran en la periferia de la atención. Los niños son un colectivo que aparece repetidamente en su trabajo, desde los parques de juego al orfanato municipal de Ámsterdam, las escuelas en Nagele o la casa Hubertus. Es revelador que su único libro, publicado póstumamente, se titule El niño, la ciudad y el artista.
Entre 1947 y 1978, Aldo van Eyck, en colaboración con el Departamento de Obras Públicas de Ámsterdam, desarrolló una red de espacios de juego interviniendo en 736 parcelas vacías con el objetivo de remediar la devastación del contexto de postguerra, dando énfasis al juego y la infancia como manera de activar lugares con una carga histórica negativa a través del diseño especializado de lo que se conoció como Playgrounds.
El esquema de parques de Van Eyck refleja de forma actualizada una continuidad cultural bien asentada, un fenómeno Longue durée de la cultura Holandesa. Tal y como expresa Simon Schama el 'juego de los niños' o kinderspelen de Pieter Bruegel the Elder o Pieter Brueghel el Viejo, representado en emplazamientos urbanos reconocibles, ha sido motivo de la pintura neerlandesa y de la cultura humanista del norte desde al menos el siglo dieciséis.
El tema Kinderspelen traía a la mente de Van Eyck el fenómeno de metamorfosis que ocurre en la ciudad tras una tormenta de nieve. La ciudad es tomada por los niños, que se convierten por un momento en 'los señores de la ciudad'. Para Van Eyck, la nieve era 'un gran truco de los cielos' que ofrece al niño júbilo y justicia. Por eso se dirige a los arquitectos y autoridades pidiendo concebir algo para los niños más permanente que la nieve, que les ofrezca la posibilidad de moverse con libertad en la ciudad. El arquitecto no dio detalles de cómo este nuevo sistema de diseño urbano debía ser, pero sí indicó que era importante que no fuera algo aislado, sino un patrón regular implantado en toda la ciudad.

## Diseño situacionista
Le Corbusier ya había considerado el ocio como una función más a incluir en la planificación de la ciudad pero, a diferencia de éste, Van Eyck aceptó las restricciones y condiciones circundantes de la Ámsterdam más cotidiana.
La perspectiva de diseño abordada por Van Eyck en un emplazamiento concreto en lugar de un emplazamiento ideal preconcebido es típico modo en que muchas otras personas abordaron sus respectivos campos en la época de posguerra, sea literatura, cine, política o filosofía. Del mismo modo que Van Eyck criticó la planificación ideal a gran escala, Sartre acusó al grandioso sistema filosófico de sufrir de la ilusión de la inmanencia, y alentó a la joven generación de posguerra a comprometerse con el mundo y sus propias situaciones únicas. Otro libro que ha influido en el mismo sentido las sensibilidades en el campo de la arquitectura es Critique de la vie quotidienne de Henri Lefebvre.

## La ciudad intermediadora
El diseño innovador de los parques de Ámsterdam emergió en el contexto de multitud de ideas entre las que se encuentran «situación», «tiempo» y «lúdico». Pero una idea fundamental que inspiró a Van Eyck fue el filósofo Martin Buber y su trabajo más importante, Ich und Du - ‘yo y tú’ (1923). Van Eyck empezó a leer su obra como estudiante en Zúrich. Es a Buber a quien debe el concepto das Zwischen, que tradujo al inglés como inbetween, y en español podríamos decir intermedio, espacio entre dos o más. En ella encontramos la idea de diálogo como esencial y determinante de la buena vida. Buber identificaba tres tipos de diálogo: primero, el diálogo «técnico», que ocurre con intención de obtener información, un acto instrumental; segundo, el diálogo «monólogo», enmascarado como diálogo. Finalmente, el diálogo «genuino», con intención de establecer una relación mutua viva entre «yo y tú». Este puede ocurrir mediante una simple sonrisa en el más absoluto silencio. Para Buber lo que cuenta en el diálogo genuino es el inbetween, o espacio entre dos. Es condición fundamental del ser humano. De hecho una persona considera a otra como otra, como un ser distinto, con la que es capaz de comunicarse en un mundo que es común a ambos y que trasciende del mundo individual de ambos.
Para Van Eyck, la arquitectura consistía en la construcción del reino de lo intermedio, edificios y lugares como entornos que sustentan y mejoran el diálogo entre las personas, principio que guio su compromiso a lo largo de la vida con una arquitectura de la comunidad. La sociedad de masas alienada de posguerra, quien se había desligado de los lazos humanos, lo que Van Eyck y sus colegas llamaron sociedad del gran número, fue percibida por su generación como un problema básico que los arquitectos tenían que dirigir. Los parques fueron el preludio de este cometido.

## Generación rebelde, ‘Team X’
Aldo van Eyck representa hoy un prototipo de la generación de posguerra, la generación que dio lugar a la cultura de rebelión que marcaría los años 50. Aldo Van Eyck representó este espíritu en la arquitectura.
Tomó parte en un grupo internacional de jóvenes arquitectos de ideas modernas que contribuyeron a repensar la arquitectura y el urbanismo tras la Segunda Guerra Mundial, en ruptura con la concepción ‘funcionalista’, ‘racionalista’ y ‘mecanicista’ defendida por una generación de arquitectos modernos más adulta que dictaban los esquemas de reconstrucción de la posguerra —Le Corbusier, Walter Gropius, Sigfried Giedion— y en favor de un retorno al humanismo en el diseño arquitectónico.
Se reunían a menudo para compartir y discutir sus diferentes puntos de vista y así hacer evolucionar sus respectivos proyectos. Fue en julio de 1953, en el IX Congreso Internacional de Arquitectura Moderna (CIAM), de Aix-en-Provence cuando, convencidos de la necesidad de cambio respecto de los principios vigentes definidos en la Carta de Atenas, cuatro jóvenes arquitectos, a los que se sumaron rápidamente otros, decidieron encargarse de la organización del próximo congreso: el número X. Esto dio el nombre al grupo, Team 10. Pero fue la conferencia de Otterlo en 1959 la que catapultó al grupo a la fama internacional, lo que supuso el último y más polémico paso en un proceso que había estado fermentando durante una década. Van Eyck fue el más polémico y fue él quien puso voz al descontento en Otterlo, reprochando el hecho de que, si bien nunca antes las oportunidades para la profesión de arquitectura habían sido tan fantásticas como durante los años 50, éstas se hubieran desaprovechado de modo tan desacertado.

## Obras principales
- Orfanato municipal de Ámsterdam (Burgerweeshuis), 1955-1960.
- Pabellón Sonsbeek, 1956 (hoy reconstruido).
- Casa propia en Loenen aan de Vecht, 1964.[36] Actualmente sede de la Fundación Aldo y Hannie Van Eyck.
- Iglesia del pastor Van Ars, Loosduinen, 1963-1969.
- Casa Hubertus, Ámsterdam 1973-1978.
- Proyecto para la población de Nagele, Noordoostpolder 1948-1954
- Escuela primaria, Nagele, Noordoostpolder
- Edificio ESTEC para la Agencia Espacial Europea, Noordwijk, 1984-1989, en colaboración con Hannie van Rooijen.